# Дробарки ударної дії

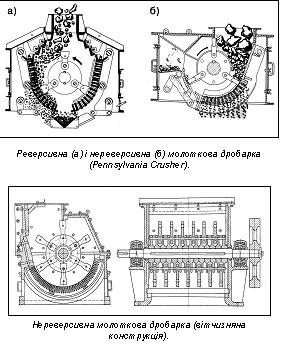

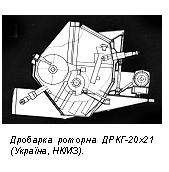
Роторна дробарка

Дробарки ударної дії — дробарки, в яких матеріал руйнується за рахунок кінетичної енергії рухомих тіл. За будовою основного дробильного органу дробарки ударної дії підрозділяються на молоткові і роторні.
Дробарки ударної дії використовуються для крупного, середнього і дрібного дроблення матеріалів не тільки низької і середньої, але й підвищеної міцності. До переваг дробарок ударної дії слід віднести простоту конструкції, надійність, компактність, велику продуктивність, високий ступінь дроблення (20 і більше) та порівняно невеликі питомі витрати електроенергії. Тому вони широко застосовуються для дроблення кам'яного вугілля, коксової шихти, вапняку, руд чорних, кольорових, рідкісних і благородних металів, калійних солей, баритових, флюоритових і азбестових руд, будівельних матеріалів.
До переваг дробарок ударної дії слід віднести високу продуктивність, високі ступені дроблення, меншу масу і менші питомі витрати електроенергії в порівнянні з дробарками інших типів. Недоліки цих дробарок полягають у великому зносі молотків і необхідності використання живильників для рівномірного завантаження.

## Технологічні характеристики дробарок ударної дії
До основних технологічних характеристик молоткових і роторних дробарок належать: глибина проникнення грудки матеріалу, що дробиться, у зону обертання ротора h, розміри ротора (довжина L і діаметр D), продуктивність Q і потужність електродвигуна N.
Глибина проникнення грудки матеріалу, що дробиться, у зону обертання ротора h впливає на гранулометричний склад дробленого продукту, продуктивність дробарки, витрату електроенергії при дробленні і знос молотків та бил. Залежно від глибини проникнення грудка піддається ковзному або центральному удару. При ковзних ударах відбувається обколювання і стирання грудок по місцю удару. У цьому випадку дроблений продукт містить велику кількість дріб'язку, ударні деталі (молотки або била) швидко зношуються, продуктивність дробарки знижується. Проникнення грудки у зону обертового ротора на глибину не менше 0,6 максимального розміру грудки при дробленні у молоткових дробарках або на глибину рівну висоті била при дробленні у роторних дробарках забезпечують руйнування грудки центральним ударом. Дроблення здійснюється в усьому об'ємі грудки при мінімальному стиранні матеріалу, що дробиться, а також зносі ударних деталей. Вміст тонких класів у дробленому продукті менше, а продуктивність дробарки вища ніж при дробленні ковзними ударами. Необхідна глибина проникнення грудки у зону обертання ротора забезпечується швидкістю падіння матеріалу при завантаженні його у дробарку.
Розміри ротора (діаметр Dp, довжина L) визначаються розміром максимальної грудки вихідного матеріалу і продуктивністю дробарки.
Продуктивність молоткових і роторних дробарок залежить від їхніх конструктивних і механічних параметрів (діаметра, довжини і частоти обертання ротора; кількості, маси і числа молотків; розташування і форми відбійних плит; способу завантаження і глибини проникнення грудок у зону ротора). Продуктивність також залежить від фізичних властивостей матеріалу, що дробиться (міцності, вмісту глинистих речовин, вологи, крупності вихідного і дробленого продуктів). Між продуктивністю дробарки, подрібнюваністю вихідного матеріалу, ступенем дроблення і потужністю електродвигуна існує взаємозв'язок. При постійних умовах дроблення з підвищенням продуктивності знижується ступінь дроблення і навпаки. Теоретична формула для розрахунку продуктивності молоткових і роторних дробарок відсутня. Для орієнтованого розрахунку продуктивності молоткових і роторних дробарок застосовують різні емпіричні формули.
Потужність електродвигуна молоткових і роторних дробарок визначається за емпіричними формулами.
Молоткові і роторні дробарки вимагають ретельного балансування ротора. Швидкість завантаження вихідного матеріалу повинна вибиратись у залежності від швидкості обертання ротора.
Ширину щілини між колосниками і відстань між решіткою і кінцями молотків вибирають у залежності від необхідної крупності дробленого продукту і вологості вихідного матеріалу. Ширина щілини між колосниками повинна бути у 5 — 6 разів більше розміру зерен дробленого продукту при дробленні до 6 мм і у 1,5 — 2 рази при дробленні до 50 мм. При дробленні вологих матеріалів з глинистими домішками відстань між колосниками збільшують або працюють без них.